# Capitale agrario
Il capitale agrario o capitale di esercizio, in economia agraria, è uno dei quattro fattori della produzione agraria. Comprende l'insieme dei beni materiali e immateriali ottenuti dall'accantonamento di redditi prodotti da precedenti cicli o da altre attività produttive e reinvestiti nell'azienda. A differenza del capitale fondiario, il capitale agrario non è incorporato stabilmente nella terra nuda, pertanto si intende come capitale mobile. Il capitale agrario è perciò composto da tutti i fattori produttivi che non si identificano nel capitale fondiario, nel lavoro e nel fattore imprenditoriale. Per terra nuda si intende terreni non coltivati.

## Figure economiche e remunerazione

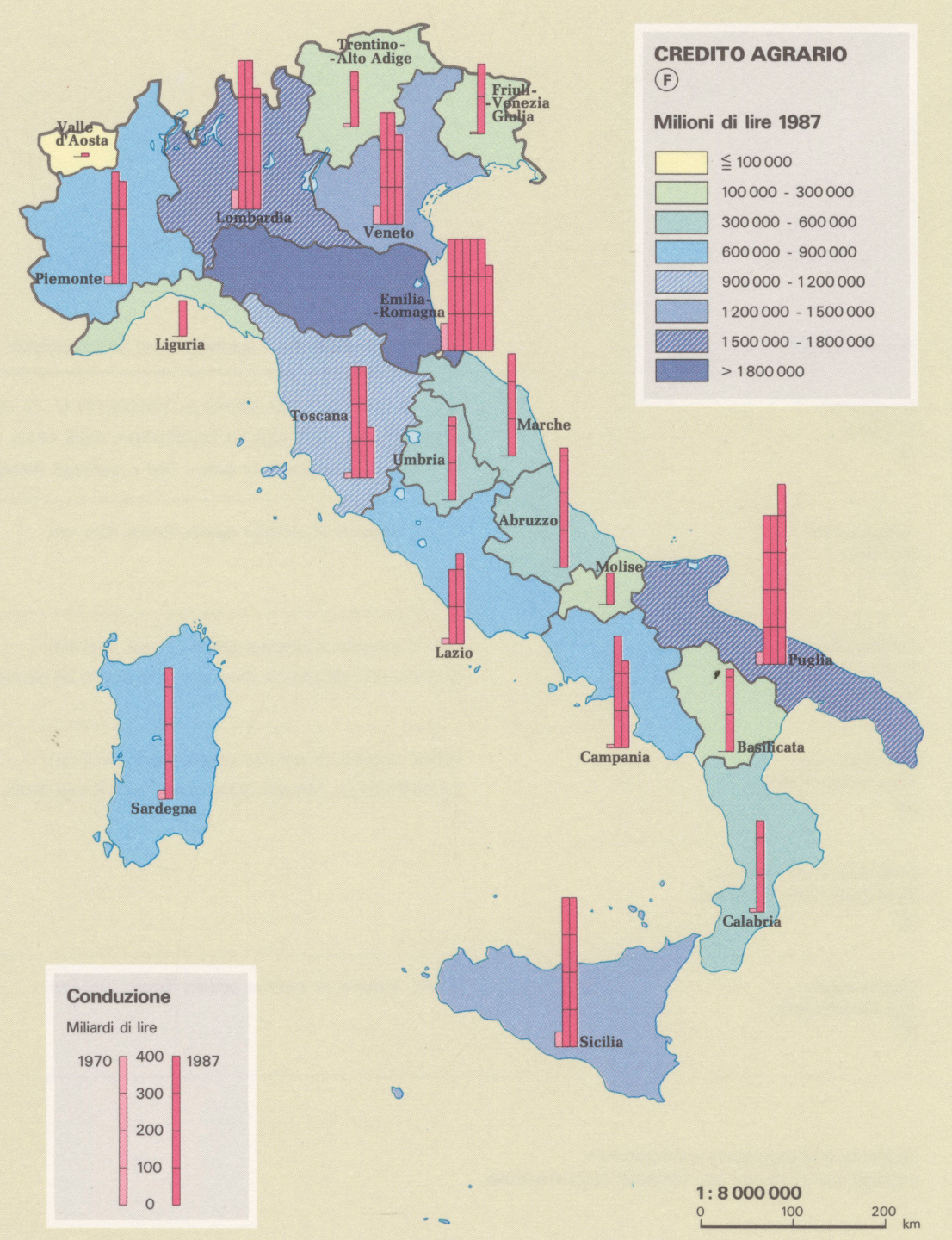
Distribuzione del credito agrario in Italia, 1987.

La figura economica che apporta il capitale agrario è il capitalista, a cui spetta la corresponsione di un interesse come remunerazione. Fatta eccezione per alcune realtà locali, la figura economica del capitalista puro nel settore agricolo è poco frequente, in quanto con lo sviluppo economico i capitali mobili si indirizzano prevalentemente nel settore secondario e terziario. Pertanto, in condizioni ordinarie il capitalista si identifica in persone fisiche o giuridiche che apportano anche il fattore imprenditoriale e l'interesse rappresenta un costo implicito che si incorpora nel reddito netto dell'imprenditore concreto.
Nella realtà economica italiana, l'ampia diffusione delle figure del coltivatore diretto e, più recentemente, dell'imprenditore agricolo a titolo principale, hanno fatto sì che la figura del capitalista si identifichi, almeno parzialmente e nella maggior parte dei casi, con l'imprenditore. Storicamente, l'azienda di tipo capitalistico con separazione tra le figure economiche concrete del capitalista e dell'imprenditore, ha trovato una certa diffusione in alcune aree dell'Italia settentrionale.
Casi particolari si riscontrano nei contratti agrari che comportano lo scorporo della figura imprenditoriale in due soggetti fisici distinti (mezzadria, colonia parziaria non appoderata e soccida). In questi casi, all'apporto del capitale agrario concorrono entrambi gli imprenditori concreti, con forme di ripartizione che variano secondo la tipologia di contratto.
Un altro aspetto che caratterizza la configurazione della persona economica del capitalista nel settore agricolo deriva dalla sostanziale debolezza strutturale dell'impresa agraria sotto l'aspetto finanziario in un contesto di sviluppo economico. L'introduzione di capitali nel settore agricolo, in una prima fase, si configura fondamentalmente in forme di capitalizzazione del lavoro che coinvolgono per lo più il capitale fondiario. L'incremento del capitale agrario, invece, deriva principalmente dalla conversione di capitali monetari. La capacità del settore agricolo di produrre capitali investibili in una fase di crescita economica, in generale, è modesta se rapportata alla necessità di innovazione tecnica e di surrogazione parziale dei fattori "terra" e "lavoro", perciò una parte non trascurabile del capitale di esercizio nel settore agrario deriva da capitali provenienti da altri settori economici. Le politiche agrarie, per la particolare situazione di debolezza del settore, hanno promosso la crescita della consistenza del capitale agrario, attraverso interventi strategici come, ad esempio, la regolamentazione del credito agrario e il finanziamento pubblico in conto capitale o in conto interessi degli investimenti.

## Suddivisione
Per convenzione, il capitale agrario si suddivide nei seguenti aggregati:
- strumenti di scorta
- prodotti di scorta
- capitale di anticipazione

### Strumenti di scorta
Sono strumenti di scorta i beni materiali soggetti a logorio parziale, impiegati perciò in più cicli produttivi e suscettibili di reintegra. Per le caratteristiche intrinseche si suole ripartire gli strumenti di scorta in due aggregati:
- macchine e attrezzi
- bestiame

L'aggregato "macchine e attrezzi" comprende le macchine motrici (trattrici e macchine motrici a punto fisso), le macchine operatrici (macchine per la lavorazione del terreno, per la semina, per la raccolta, per l'irrigazione, per la concimazione, ecc.) e gli attrezzi e materiali a logorio parziale (es. vanghe, cesoie, zappe, ecc.). Sono esclusi da questo aggregato tutti i beni a logorio totale, attrezzi o materiali, il cui impiego esaurisce l'utilità economica nell'ambito del ciclo produttivo. A titolo d'esempio, il telo di tessuto non tessuto impiegato per la pacciamatura rientra nell'aggregato "macchine e attrezzi" in quanto utilizzabile in più cicli produttivi, mentre un film plastico rientra nel capitale circolante in quanto difficilmente è recuperabile al termine del ciclo produttivo.
L'aggregato "bestiame", tradizionalmente indicato anche come "scorte vive", comprende gli animali impiegati nell'ambito dell'attività produttiva dell'azienda. Sono perciò esclusi gli animali presenti nell'azienda per fini non economici, come il cane o il gatto, la cui detenzione risponde prevalentemente a scopi di natura affettiva. Sia pure in misura marginale, sono invece computati nella costituzione del capitale di esercizio gli animali da cortile (es. polli, ovaiole, anatre, ecc.), in quanto i loro prodotti concorrono alla composizione della produzione vendibile anche quando sono destinati all'autoconsumo. Va detto che gli animali tipicamente considerati "da compagnia" possono contribuire in misura indiretta alla funzionalità dell'azienda agraria: si pensi, ad esempio, alla funzione svolta dal cane da guardia o dal cane pastore o dal gatto in qualità di predatore di animali dannosi (topi, arvicole, talpe). In letteratura, tuttavia, non si fa menzione sul ruolo di questi animali come fattori produttivi. Per tradizione il bestiame è suddiviso, sotto l'aspetto funzionale, in "bestiame da reddito" e "bestiame da lavoro". Nei sistemi ad agricoltura avanzata, tuttavia, tale distinzione ha ormai una validità storica, per la scomparsa o per il ruolo del tutto marginale della trazione animale.

### Prodotti di scorta
Sono "prodotti di scorta" i beni materiali a logorio totale sottratti alla produzione vendibile da precedenti cicli produttivi e accantonati allo scopo di essere impiegati come fattori produttivi variabili per il ciclo produttivo corrente. Concettualmente sono beni che hanno la stessa identità di quelli che compongono il capitale circolante, tuttavia non concorrono alla composizione del capitale di anticipazione in quanto provengono dalla stessa azienda. Si tratta di un insieme eterogeneo di fattori che presentano un grado più o meno marcato di surrogabilità e, quindi, impiegati in sostituzione totale o parziale di beni materiali altrimenti acquistati nel mercato. Per tradizione i prodotti di scorta si identificano nelle seguenti categorie:
- lettimi e foraggi di scorta: è l'insieme dei prodotti vegetali ricavati da un ciclo e reimpiegati come materiale da lettiera (es. la paglia) o come alimento per il bestiame (foraggio e mangimi) in quello successivo;
- sementi di scorta: è l'insieme dei semi prodotti in un ciclo e accantonati per essere reimpiegati in quello successivo;
- letame e liquame di scorta: è l'insieme degli effluenti zootecnici prodotti nel corso di un'annata e distribuiti in campo in quella successiva.

I prodotti di scorta non vanno confusi con i reimpieghi propriamente detti, in quanto la loro prerogativa è di quella di costituire una scorta accantonata nel ciclo o nei cicli precedenti e, quindi sottratta da redditi precedenti. I reimpieghi sono invece prodotti aziendali che vengono realizzati e trasformati nel ciclo produttivo corrente. A titolo d'esempio, il foraggio prodotto e reimpiegato nella stessa annata non va computato in quanto il suo valore di trasformazione è parte integrante della produzione vendibile. Al contrario, il foraggio prodotto e accantonato come scorta per l'annata successiva è a tutti gli effetti un capitale reinvestito da remunerare con un interesse. Ai fini della compilazione del bilancio, pertanto, si considera la consistenza all'inizio dell'annata al netto delle variazioni, in positivo o in negativo, intervenute nel corso dell'annata di riferimento.
I prodotti di scorta non vanno altresì confusi con i mezzi tecnici di provenienza extraziendale nel caso si tratti sia di beni della stessa natura sia di beni surrogabili, in quanto fanno parte del capitale circolante e vanno perciò computati nel capitale di anticipazione. Ad esempio, i mangimi e i foraggi di provenienza extraziendale non sono un prodotto di scorta in quanto non sono accantonati da produzioni precedenti, bensì acquistati con l'impiego del capitale di anticipazione. Lo stesso dicasi per le sementi selezionate e per i concimi (beni surrogabili) acquistati nel mercato.
In passato i prodotti di scorta avevano un'incidenza non trascurabile sul complesso del capitale agrario, dato il carattere polivalente degli ordinamenti produttivi delle aziende agricole e il forte ricorso all'autoproduzione di mezzi tecnici reimpiegabili (sementi, concimi organici, granella di cereali, ecc.). Nelle moderne aziende agrarie l'entità dell'impiego dei prodotti di scorta si è fortemente ridimensionato perciò in alcune realtà la consistenza dei prodotti di scorta è marginale se non nulla. Si pensi, ad esempio, ad un'azienda specializzata nelle produzioni vegetali: per l'assenza dell'allevamento questa azienda non produce foraggi, lettimi ed effluenti zootecnici, ma neppure sementi, in quanto è ordinario l'acquisto di sementi selezionate sul mercato.

### Capitale di anticipazione
Il capitale di anticipazione è l'importo monetario anticipato nel corso dell'anno di esercizio per far fronte all'acquisto di mezzi tecnici e servizi nell'intervallo di tempo che intercorre fra l'inizio dell'annata e la disponibilità dei ricavi. Per le sue prerogative, l'impresa agraria ha costi espliciti distribuiti più o meno omogeneamente per tutto l'esercizio e ricavi espliciti dilazionati di un certo intervallo di tempo a causa della lunghezza dei cicli produttivi. Concettualmente il capitale di anticipazione si identifica pertanto in un prestito che l'imprenditore deve contrarre, per far fronte alle spese necessarie fino alla fruizione degli incassi, che deve essere remunerato con un interesse al pari degli altri capitali investiti nel processo produttivo. Tale importo non coincide necessariamente con il capitale circolante, ovvero con l'ammontare complessivo delle spese esplicite sostenute per la remunerazione dei fattori produttivi, in quanto parte di questo ammontare è compensato dalla disponibilità di cassa derivante dalla vendita dei prodotti realizzati nel corso dell'annata.
Sulla base di quanto detto, il capitale di anticipazione corrisponde ad una frazione del capitale circolante che si colloca fra un minimo teorico dello 0% ad un massimo teorico del 50%:
- il minimo teorico si verifica quando spese e ricavi sono uniformemente distribuiti in tutto l'anno. In questo caso gli interessi passivi sugli importi del capitale circolante sono compensati dagli interessi attivi sugli importi relativi ai ricavi;
- il massimo teorico si verifica quando le spese sono uniformemente distribuite nel corso dell'anno mentre i ricavi si verificano alla fine dell'esercizio. In questo caso il capitale circolante è mediamente anticipato di sei mesi, intervallo di tempo su cui si calcolano gli interessi passivi netti.

L'entità di questa quota percentuale dipende dall'indirizzo e dall'ordinamento produttivo. Valori minimi del capitale di anticipazione si verificano in generale nelle aziende zootecniche specializzate nella produzione del latte, in particolare nell'allevamento di bovini da latte, mentre i valori massimi si verificano in aziende a indirizzo vegetale con ordinamenti colturali specializzati e cicli di produzione piuttosto lunghi.

## Relazioni con gli altri fattori
Il capitale agrario è un fattore che in parte surroga sia la terra nuda (o più in generale il capitale fondiario) sia il lavoro. Per le prerogative della produzione agraria, la sostituibilità di questi fattori non è tuttavia completa. L'incidenza ponderale del capitale agrario sul complesso dei fattori della produzione agraria è strettamente connessa al contesto storico, geografico e socioeconomico.
In generale, l'incidenza del capitale agrario è modesta nei sistemi socioeconomici in via di sviluppo- In questi contesti, il capitale agrario è un fattore quasi completamente sostituito dal fattore lavoro sia per la scarsa disponibilità di risorse finanziarie sia per l'ampia disponibilità di risorse umane. Lo sviluppo economico e la crescita del settore industriale e, in una seconda fase, del settore terziario, determinano il passaggio da un'agricoltura di sussistenza ad un'agricoltura moderna con un incremento dell'incidenza del capitale agrario grazie alla disponibilità di risorse finanziarie provenienti dagli altri settori. I rapporti quantitativi con gli altri fattori della produzione, tuttavia, variano in funzione del contesto geografico e demografico-
In generale, nelle regioni con ampia disponibilità del fattore terra, la crescita dell'incidenza del capitale agrario è strettamente correlata alla disponibilità di forza lavoro. L'innovazione tecnica si indirizza verso l'obiettivo dell'incremento della produttività del lavoro, pertanto il carattere di surrogazione del capitale agrario coinvolge fondamentalmente il lavoro, con lo sviluppo di regimi agricoli più o meno intensivi ad alto tasso di meccanizzazione (Nordamerica, Australia) o di regimi estensivi a medio tasso di meccanizzazione (Sudamerica, Africa, Est europeo).
Nelle regioni con scarsa disponibilità del fattore terra, la crescita dell'incidenza del capitale agrario si associa a forme di intensivazione del regime finalizzate ad incrementare la produttività del capitale fondiario (Nordamerica, Europa, Asia). La surrogazione del fattore lavoro è invece correlata alla demografia e, soprattutto, allo sviluppo sociale. In regionia sviluppo economico avanzato e a forte concentrazione demografica, il capitale di esercizio diventa preponderante sostituendo in modo significativo sia il capitale fondiario sia il lavoro. Condizioni di questo tipo si sono consolidate in particolare in alcune aree degli USA, dell'Europa e del Giappone.